# Dicranota circipunctata
Dicranota (Eudicranota) circipunctata là một loài ruồi trong họ Pediciidae. Chúng phân bố ở vùng Indomalaya.